# Relais 4 × 400 mètres masculin aux championnats du monde d'athlétisme 2009
Navigation
Osaka 2007 Daegu 2011
L'épreuve du relais 4 × 400 mètres masculin des championnats du monde de 2009 s'est déroulée les 22 et 23 août 2009 dans le Stade olympique de Berlin, en Allemagne. Elle est remportée par l'équipe des États-Unis (Angelo Taylor, Jeremy Wariner, Kerron Clement et LaShawn Merritt).

## Critères de qualification
Pour se qualifier (minima A), il faut avoir réalisé, en équipe nationale et dans une compétition éligible, moins de 3 min 3 s 30 du 1er janvier 2008 au 3 août 2009.

## Équipes engagées
14 équipes sont inscrites :
| Pays                   | Temps         |
| ---------------------- | ------------- |
| Australie              | 3 min 00 s 02 |
| Bahamas                | 2 min 58 s 03 |
| Belgique               | 2 min 59 s 37 |
| Cuba                   | 3 min 02 s 10 |
| République dominicaine | 3 min 02 s 45 |
| France                 | 3 min 02 s 33 |
| Royaume-Uni            | 2 min 58 s 81 |
| Allemagne              | 3 min 02 s 30 |
| Jamaïque               | 3 min 00 s 09 |
| Nigeria                | 3 min 02 s 33 |
| Pologne                | 3 min 00 s 32 |
| Afrique du Sud         | 3 min 01 s 26 |
| Russie                 | 2 min 58 s 06 |
| États-Unis             | 2 min 55 s 39 |

## Meilleurs temps 2009
avant les Championnats du monde à Berlin
| Rang | Temps         | Pays                   | Lieu           | Date       | Athlètes                                                                        |
| ---- | ------------- | ---------------------- | -------------- | ---------- | ------------------------------------------------------------------------------- |
| 1    | 3 min 00 s 29 | Bahamas BAH            | Philadelphie   | 25/04/2009 | Andrae Williams, Michael Mathieu, Nathaniel McKinney, Chris Brown               |
| 2    | 3 min 00 s 58 | États-Unis             | Philadelphie   | 25/04/2009 | Jamaal Torrance, Craig Everhart, Wallace Spearmon, Darold Williamson            |
| 3    | 3 min 00 s 82 | Royaume-Uni            | Leiria         | 21/06/2009 | Conrad Williams, Robert Tobin, Richard Strachan, Timothy Benjamin               |
| 4    | 3 min 02 s 21 | Jamaïque               | Philadelphie   | 25/04/2009 | Michael Blackwood, Annsert Whyte, Sanjay Ayre, DeWayne Barrett                  |
| 5    | 3 min 02 s 30 | Allemagne              | Leiria         | 21/06/2009 | Michael Rigau, Kamghe Gaba, Simon Kirch, Thomas Schneider                       |
| 6    | 3 min 02 s 33 | Nigeria                | Abuja          | 18/07/2009 | Godday James, Saul Weigopwa, Abiola Onakoya, Noah Akwu                          |
| 7    | 3 min 02 s 42 | Russie                 | Leiria         | 21/06/2009 | Aleksandr Derevyagin, Valentin Kruglyakov, Konstantin Svechkar, Denis Alekseyev |
| 8    | 3 min 02 s 45 | République dominicaine | Abuja          | 18/07/2009 | Gustavo Cuesta, Jon Soriano, Yoel Tapia, Arismendy Peguero                      |
| 9    | 3 min 02 s 71 | Trinité-et-Tobago      | Port-d'Espagne | 21/06/2009 |                                                                                 |
| 10   | 3 min 03 s 26 | Cuba                   | La Havane      | 05/07/2009 | William Collazo, Omar Cisnero, Noel Ruíz, Yeimer López                          |
| 11   | 3 min 03 s 54 | Pologne                | Leiria         | 21/06/2009 | Piotr Klimczak, Kacper Kozłowski, Marcin Marciniszyn, Jan Ciepiela              |

## Résultats
La finale part à 18 h 14 le 23 août. Il fait alors 24 °C et l'humidité est à 29 %.
| Rang               | Pays                   | Athlètes                                                           | Temps              |
| ------------------ | ---------------------- | ------------------------------------------------------------------ | ------------------ |
| Médaille d'or      | États-Unis             | Angelo Taylor, Jeremy Wariner, Kerron Clement, LaShawn Merritt     | 2 min 57 s 86 (WL) |
| Médaille d'argent  | Royaume-Uni            | Conrad Williams; Michael Bingham; Robert Tobin; Martyn Rooney      | 3 min 0 s 53 (SB)  |
| Médaille de bronze | Australie              | John Steffensen; Ben Offereins; Tristan Thomas; Sean Wroe          | 3 min 0 s 90 (SB)  |
| 4                  | Belgique               | Antoine Gillet; Kévin Borlée; Nils Duerinck; Cédric Van Branteghem | 3 min 1 s 88 (SB)  |
| 5                  | Pologne                | Marcin Marciniszyn; Piotr Klimczak; Kacper Kozłowski; Jan Ciepiela | 3 min 2 s 23 (SB)  |
| 6                  | République dominicaine | Arismendy Peguero; Yon Soriano; Yoel Tapia; Felix Sánchez          | 3 min 2 s 47       |
| 7                  | France                 | Leslie Djhone; Teddy Venel; Yannick Fonsat; Yoann Décimus          | 3 min 2 s 65       |
| 8                  | Nigeria                | Saul Weigopwa; Noah Akwu; Amaechi Morton; Bola Gee Lawal           | 3 min 2 s 73       |

Toutes les équipes améliorent leur meilleur temps de l'année, sauf la République dominicaine qui en reste à 2/100, la France qui n'est pas capable de renouveler les 3 min 1 s 65 Q (SB) qui lui avaient valu le 2e meilleur temps de la demi-finale et le Nigeria à 40/100 de son temps de qualification pour Berlin obtenu à Abuja.

## Légende
Records et Performances
- AR : Record continental (area record)
- CR : Record des championnats (championship record)
- MR : Record du meeting (meet record)
- NR : Record national (national record)
- OR : Record olympique (olympic record)
- PR : Record paralympique (paralympic record)
- PB : Record personnel (personal best)
- SB : Meilleure performance personnelle de la saison (season's best)
- WL : Meilleure performance mondiale de l'année (world leader)
- WJR : Record du monde junior (world junior record)
- WR : Record du monde (world record)

Circonstances et Conditions
- DNF : N'a pas terminé (did not finish)
- DNS : N'a pas pris le départ (did not start)
- DQ : Disqualification (disqualification)
- NM : Aucun essai valable enregistré (No Mark)
- Q : Qualifié « directement » au prochain tour (ou à la prochaine compétition), lors d'une compétition majeure, grâce au classement ou à la réalisation des minima (automatic qualifier)
- q : Qualifié au prochain tour (ou à la prochaine compétition), lors d'une compétition majeure, grâce au repêchage ou à la réalisation de l'une des meilleures performances parmi celles des « non qualifiés directement » (grâce au meilleur temps ou à la meilleure distance par exemple) (secondary qualifier)